# Embraer Caraja
Embraer N-821 Caraja – brazylijski samolot dyspozycyjny z lat osiemdziesiątych XX wieku.

## Historia
Brazylijski koncern Embraer wykorzystując doświadczenia z produkcji licencyjnego samolotu Piper PA-31-50 Navajo Chierftain opracował na początku lat osiemdziesiątych XX wieku nowy samolot dyspozycyjny, który otrzymał nazwę Embraer N-821 Caraja.
Oblot prototypu odbył się w dniu 12 marca 1984 roku, a certyfikat dopuszczenia do lotów w lotnictwie cywilnym otrzymał w dniu 21 lipca 1984 roku. Produkcję seryjną rozpoczęto w sierpniu 1984 roku w zakładach Industria Aeronautica Neiva S.A.

## Zastosowanie
Samolot Embraer N-821 Caraja jest używany w lotnictwie cywilnym jako samolot dyspozycyjny, jako taksówka powietrzna lub samolot transportowy dla przewozu niewielkich ładunków.

## Opis konstrukcji
Samolot Embraer N-821 Caraja jest dwusilnikowym dolnopłatem turbośmigłowym o konstrukcji całkowicie metalowej. Podwozie trójkołowe – chowane w locie. Zabiera na pokład 2 osoby załogi oraz 8 pasażerów.
Skrzydło o obrysie dwutrapezowym, z dodatnim wznosem, wyposażone w klapy i lotki. Na skrzydłach zabudowano 2 gondole silnikowe znacznie wysunięte przed krawędź natarcia skrzydła. W gondolach zamontowano silniki kanadyjskie Pratt-Whitney PT6A-27, napędzające trójłopatowe śmigło Hartzeli o stałej prędkości obrotowej.
Usterzenie trapezowe, wolnonośne, ze statecznikami i sterami z klapkami wyważającymi.
Podwozie z wolnonośnymi goleniami mającymi pojedyncze koła. Koło przednie chowane w kadłubie, zaś koła główne wciągane do gondoli silników.
W kadłubie znajdują się kabina załogi, do której jest wejście z lewej strony w przedniej części kadłuba, następnie kabina pasażerska na 8 miejsc. Do niej prowadzą osobne drzwi z lewej strony tyłu kadłuba. Kabina wyposażona jest w 12 okien. W kadłubie umieszczone są dwa bagażniki do przewozu ładunku o wadze do 744 kg.